# Титания (гостиница)

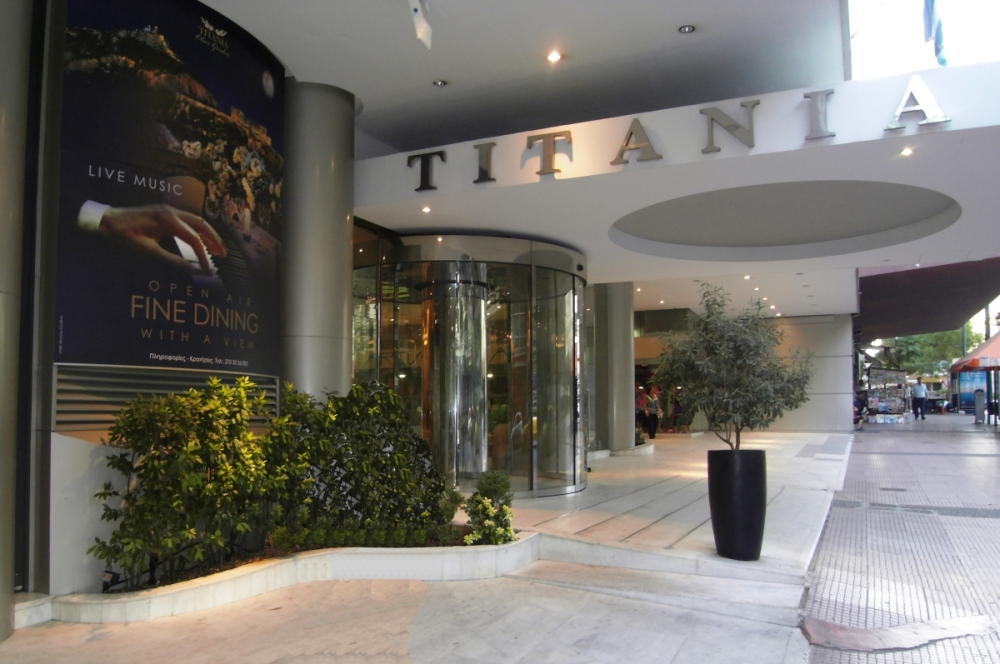
Отель «Титания», Афины

Титания — отель в историческом центре Афин, возведенный в 1970-е годы по улице Панепистимиу (Университетская), между двумя главными площадями города — Синтагма и Омония. В 2004 году отель был капитально реконструирован. Холл украшен пентелийским мрамором в сочетании с мозаикой, изображающей фрагменты древнегреческих мифов.
Отель предлагает круглосуточный паркинг, рассчитанный на 230 мест. Титания имеет два собственных ресторана «La Brasserie» и «Olive Garden». Последний оборудован на крыше отеля под открытым небом, с которого открывается панорама на исторический центр города от Афинского акрополя до Ликавита.